# Clemens-August II. von Droste zu Hülshoff

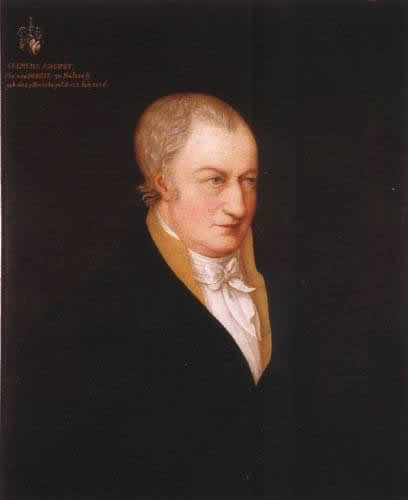
Clemens-August II. von Droste zu Hülshoff

Clemens-August II. von Droste zu Hülshoff (* 7. November 1760 auf Burg Hülshoff; † 25. Juli 1826 auf Burg Hülshoff) war Gutsbesitzer, Maire und Souspréfet von Roxel und Albachten sowie Vater der Dichterin Annette von Droste-Hülshoff.

## Leben

### Herkunft
Clemens-August II. von Droste zu Hülshoff wurde als ältester Sohn des Rittmeisters und Gutsbesitzers Clemens August I. von Droste zu Hülshoff (1730–1798) und seiner Gemahlin Maria Bernardina von der Recke-Steinfurt (1733–1784) auf Burg Hülshoff geboren und gehörte der 19. Generation seiner Familie an. Sein Vater – ein Ur-Urenkel von Bernhard II. von Droste zu Hülshoff – wird von Johann Holsenbürger als großer, stattlicher Mann beschrieben, geübt im Reiten und Fechten. Er soll kalt und streng in seinem Aussehen gewesen sein und wurde von seinen Kindern mehr gefürchtet als geliebt. Auch soll er mehr dem Jagdvergnügen gelebt haben, als den Geschäften. Seine Mutter dagegen wird als „Muster einer Frau“ und geschickte Gutsherrin gepriesen. Sie war in hohem Grade musikalisch und eine talentierte Malerin, von der noch heute Selbstporträts in Burg Hülshoff zu besichtigen sind. Sie stammte aus Haus Steinfurt und war Alleinerbin von 2/3 des umfangreichen Gutsbesitzes ihres Familienzweiges. Die Droste-Hülshoffs versäumten jedoch, rechtzeitig ihre Ansprüche in Erbstreitigkeiten zwischen den Familien von der Recke und Landsberg-Velen anzumelden. Der Vater Clemens-August I. war in den Militärdienst des Hochstifts Münster als Rittmeister im Kavallerieregiment Friedrich Florenz Raban von der Wenge eingetreten, eine Stelle, die er an seinen Bruder Heinrich-Johann von Droste zu Hülshoff abtreten musste, nachdem er das Regiment zur Entführung seiner Braut missbraucht hatte. Der Brautvater, Ferdinand Wilhelm von der Recke zu Steinfurt, kommentierte diesen Vorfall mit den Worten, die Lektüre zu vieler englischer Romane habe ihr den Kopf verdreht. Der Vater und er waren Patensöhne des Fürstbischofs Clemens August von Bayern, was die Wahl dieses Vornamens erklärt.
Wegen des Umbaus von Burg Hülshoff, den der Bruder des Vaters, der General Heinrich-Johann von Droste zu Hülshoff vornahm, wuchs Clemens-August II. seit seinem 19. Lebensjahr im 1779 angemieteten Stadthaus der Familie, dem „Gravenhorster Hof“ am Krummen Timpen in Münster auf. Jüngere Brüder von Clemens-August II., der nach den Worten seiner Tochter Annette „in vollendeter Weise“ Geige spielen konnte, waren der Komponist Maximilian-Friedrich von Droste zu Hülshoff, Ernst Konstantin von Droste zu Hülshoff auf Haus Stapel und der Dompropst von Münster Heinrich Johannes Franz von Droste zu Hülshoff. Wie viele Vorfahren und sein Sohn dürfte Clemens-August II. das – seinem Elternhaus benachbarte – Gymnasium Paulinum (Münster) und eine Universität besucht haben.

### Heirat und Familie
Zum Zeitpunkt seiner ersten Hochzeit übernahm Clemens-August II. Gut Hülshoff mit der Baustelle, die erst 1796 mit dem Setzen neuer Innenwände abgeschlossen wurde. Clemens-August II. verheiratete sich 1790 mit Rosina von Boeselager zu Honenburg, die jedoch bereits im gleichen Jahr verstarb. 1793 heiratete er Therese von Haxthausen, eine Tochter von Werner Adolph von Haxthausen  und die älteste (Stief-)Schwester von Werner von Haxthausen und August von Haxthausen. Sie hatte seit ihrem dreizehnten Lebensjahr im Kanonissenstift St. Bonifatius (Freckenhorst) gelebt und unter der Äbtissin Francisca Lucia von Korff zu Harkotten und Störmede eine hervorragende Erziehung erfahren. Das junge Paar, das bis 1796 im o. g. Stadthof der Familie lebte, gab in Burg Hülshoff dem von der Französischen Revolution vertriebenen Comte Jean Albert de Buisseret de Blaringhem (1730–1800) mit seinem Sohn Auguste und seiner Tochter Claire bis zu dessen Tod Asyl (an ihn erinnert ein Epitaph in der Kirche von Roxel). Sie selbst blieben bis 1796 in Münster, wo ihre älteste Tochter, Jenny (1795–1859) geboren wurde, später verheiratet mit Joseph von Laßberg. Die anderen Kinder wurden in Hülshoff geboren: Annette von Droste zu Hülshoff (1797–1848), die Dichterin sowie der Sohn Werner-Constantin von Droste zu Hülshoff (1798–1867), Erbe von Hülshoff und Politiker. Bereits jung verstarb der jüngste Sohn, Ferdinand von Droste zu Hülshoff (1802–1829), Forstmeister in Anhalt’schen Diensten.

### Verbindungen zur katholischen Aufklärung in Münster
Clemens-August II. war schon durch den Wohnsitz seiner Eltern ab 1779 ein Nachbar des 11 Jahre älteren Anton Matthias Sprickmann, der als damals bekannter Schriftsteller und Freund Goethes, Mitglied des Illuminatenordens und Freimaurer und Juraprofessor wahrscheinlich in seiner Jugend auch als Hochschullehrer Einfluss auf ihn ausübte. Wie dieser soll auch er zunächst Fürst vom Rosenkreuz gewesen sein. Gemeinsam mit Sprickmann wandten er und nach seiner Heirat 1793 auch seine Frau Therese sich dem Kreis von Münster um Franz von Fürstenberg und Amalie von Gallitzin zu, dem auch Clemens-Augusts II. Vettern Droste zu Vischering angehörten. Engen Kontakt hielten sie auch mit Friedrich Leopold zu Stolberg-Stolberg, in dessen Familie von 1799 bis 1801 Therese Droste zu Hülshoffs ältester Halbbruder Werner von Haxthausen erzogen wurde. Sie waren 1800 auch unter den ersten Mitgliedern des Adeligen Damenclubs in Münster, wodurch Clemens August II. und seine Frau auch Kontakte zu den preußischen Kommandanten in Münster hatten, Gebhard Leberecht von Blücher und ab 1815 Johann Adolf von Thielmann.

### Wirken als Burgherr
Vermutlich schon zu Lebzeiten seines Vaters war Clemens-August II. mit den von seinem Onkel veranlassten Umbaumaßnahmen auf Burg Hülshoff befasst, danach mit dem Umzug und der Einrichtung. Die Baumaßnahmen führte Clemens-August II. fort: Bei Burg Hülshoff ließ er das südlich gelegene, sumpfige Gelände trockenlegen. Dazu wurden die Stichgräben von dem östlichen und westlichen Turm der Vorburg zum Hausteich ausgehoben. Der fast verlandete Graben zwischen den beiden Türmen wurde vertieft. Auf ihn geht auch die heutige Form des Parks zurück, den er als Landschaftsgarten gestalten ließ. In der Haushaltung auf Hülshoff war man um Sparsamkeit bemüht: Während dort 1675, in der Zeit des Ur-Urgroßvaters von Clemens-August II. Bernhard III. von Droste-Hülshoff, 105 Personen aßen, waren es 1820 einschließlich des Personals nur noch 27. Seine Frau war als Wohltäterin bekannt: Nach den Worten von Annette von Droste-Hülshoff ging sie jeden Tag hinunter an die steinerne Flurtreppe zu den „respektablen Müßiggängern“ und machte – neben Almosengaben – die „schönste Konversation“ mit ihnen. Das Familienleben auf Burg Hülshoff wurde durch die Dichterin berühmt.

### Öffentliche Ämter unter Napoleon
In der Zeit der napoleonischen Herrschaft wurde Clemens-August II. – der Französisch sprach, traditionell die Sprache auch des deutschen Adels im 18. Jahrhundert – gegen seinen Willen zum Maire der Dörfer Roxel und Albachten und später Souspréfet eines Arrondissements, ernannt. Sein Amtssitz war Burg Hülshoff. Diese Ämter, mit denen auch polizeiliche Aufgaben verbunden waren, übte er zwischen 1808 und 1810 für das Großherzogtum Berg und zwischen 1811 und 1813 direkt für das Erste Kaiserreich aus. Sie waren (im Gegensatz zu den Präfekten) reich an Unkosten, aber schlecht bezahlt.

### Wirken als Gutsherr
Als Gutsherr war Clemens-August II. in der Zeit der Säkularisation des Hochstifts Münster (1803) und der nachfolgenden politischen Herrschaftswechsel zwischen Preußen (1803–1806 und ab 1815) und dem Intermezzo der napoleonischen Herrschaft (1806–1815) gefordert. Es gab Einquartierungen von Militär (abwechselnd russische Kosaken und französische Dragoner) in Hülshoff. Als Grundbesitzer war er erfolgreich, trotz großer Verluste im Jahr ohne Sommer 1816. Dabei konnte er darauf aufbauen, dass schon sein Vater – zusätzlich zum Gutsbesitz um Burg Hülshoff – 1775 einen Teil des alten Stammguts Grosse Deckenbrock in Everswinkel, das seit 1572 nicht mehr im Familienbesitz gewesen war, für 5.242 Taler ersteigert hatte.
Vielleicht zur Finanzierung seiner Baumaßnahmen verkaufte Clemens-August II. 1810 den alten „Hülshoffer Hof“ neben dem Krameramtshaus in Münster an seinen Bruder Maximilian Friedrich von Droste zu Hülshoff. 1818 verkaufte er auch den „Gravenhorster Hof“ in Münster. Seine ökonomischen Sorgen und Fähigkeiten dokumentieren Briefe an seinen Sohn und Nachfolger Werner-Constantin. Als der neue Landesherr, das Königreich Preußen, 1825 den Gutsbesitzern ein Vorkaufsrecht an verschuldeten Bauernhöfen einräumte, nutzte Clemens-August II. das. Er erwarb vorausblickend noch ein Jahr vor seinem Tod als Witwensitz das von Johann Conrad Schlaun erbaute und früher bewohnte Haus Rüschhaus, das in den Besitz des Martin von Schonebeck zu Nienberge gekommen war. Es wurde für lange Zeit Wohnsitz auch seiner Tochter, der Dichterin Annette von Droste-Hülshoff. Der wichtigste Aspekt seines Wirkens war die tiefe Seelenverwandtschaft mit ihr, seine Wesenszüge wurden zum Nährboden für ihre Dichtung. Als letzter Stammherr auf Burg Hülshoff wurde er an der Sakristei der alten Pfarrkirche St. Pantaleon (Roxel) bestattet.

### Literarische Fortwirkung
Die Dichterin hat ihren Eltern in ihrem Fragment „Bei uns zulande auf dem Lande“ ein literarisches Denkmal gesetzt. Es wird oft irrtümlich in der Droste-Literatur als exakte Personenbeschreibung genommen. Annette selbst schreibt darüber: Dass ich „meine lieben Eltern so deutlich darin erkannte, daß man mit Fingern darauf zeigen konnte - das war eigentlich nicht meine Absicht, ich wollte nur einzelne Züge entlehnen…nun fürchte ich, wird es jedermann gradezu für Portrait nehmen …“ (Brief vom 20. Juli 1841 an August von Haxthausen). Insbesondere das außerhalb der familiären Wahrnehmung stattfindende öffentliche Wirken des Vaters als Gutsherr und Bürgermeister wird dort kaum gewürdigt. Über den geschilderten Burgherrn heißt es darin (in Anspielung auf ihren zärtlich geliebten Vater) : „Denkt Euch einen großen stattlichen Mann, gegen dessen breite Schultern und Brust fast weibliche Hände und der kleinste Fuß seltsam abstechen, ferner eine sehr hohe, freie Stirn, überaus lichte Augen, eine starke Adlernase und darunter Mund und Kinn eines Kindes, die weißeste Haut, die je ein Männergesicht entstellte und der ganze Kopf voll Kinderlöckchen, aber grauen, und das ganze von einem Strome von Milde und gutem Glauben überwallt, daß es schon einen Viertelschelm reizen müßte, ihn zu betrügen und doch einem doppelten es fast unmöglich macht; gar adlig sieht der Herr dabei aus, gnädig und lehnsherrlich, trotz seines grauen Landrocks, von dem er sich selten trennt.“ Dabei habe er „Mut für drei“, aber er bevorzuge das „gedruckte Blutvergießen“. Annette berichtet, dass er viel las, täglich mehrere Stunden, Zeitungen und immer Belehrendes, Sprachliches, Geschichtliches, zur Abwechslung Reisebeschreibungen. Sein Geigenspiel soll von seltener Vollendung gewesen sein, er komponierte auch. Sie beschreibt, wie er Zoologie und Botanik betrieb und in seinem „liber mirabilis“ alte prophetische Träume und Gesichte sammelte. Er hatte nach ihrer Schilderung Teil an der inneren Poesie des Münsterlandes als Heimat der Spökenkieker. In Charakter und Werk der Dichterin finden sich viele verwandte Züge. Die Dichterin urteilt zwar, dass die geschilderte Burgherrin („ihre Mutter“) „geistig höher“ als der Burgherr „ihr Vater“ stand, aber selten sei „das Gemüt vom Verstand so hoch geachtet“ worden. „Ihre Mutter“ habe die Zügel nur gehalten, weil „der Herr eben zu gut sei, um mit der schlimmen Welt auszukommen“.